# Manuel de Seabra

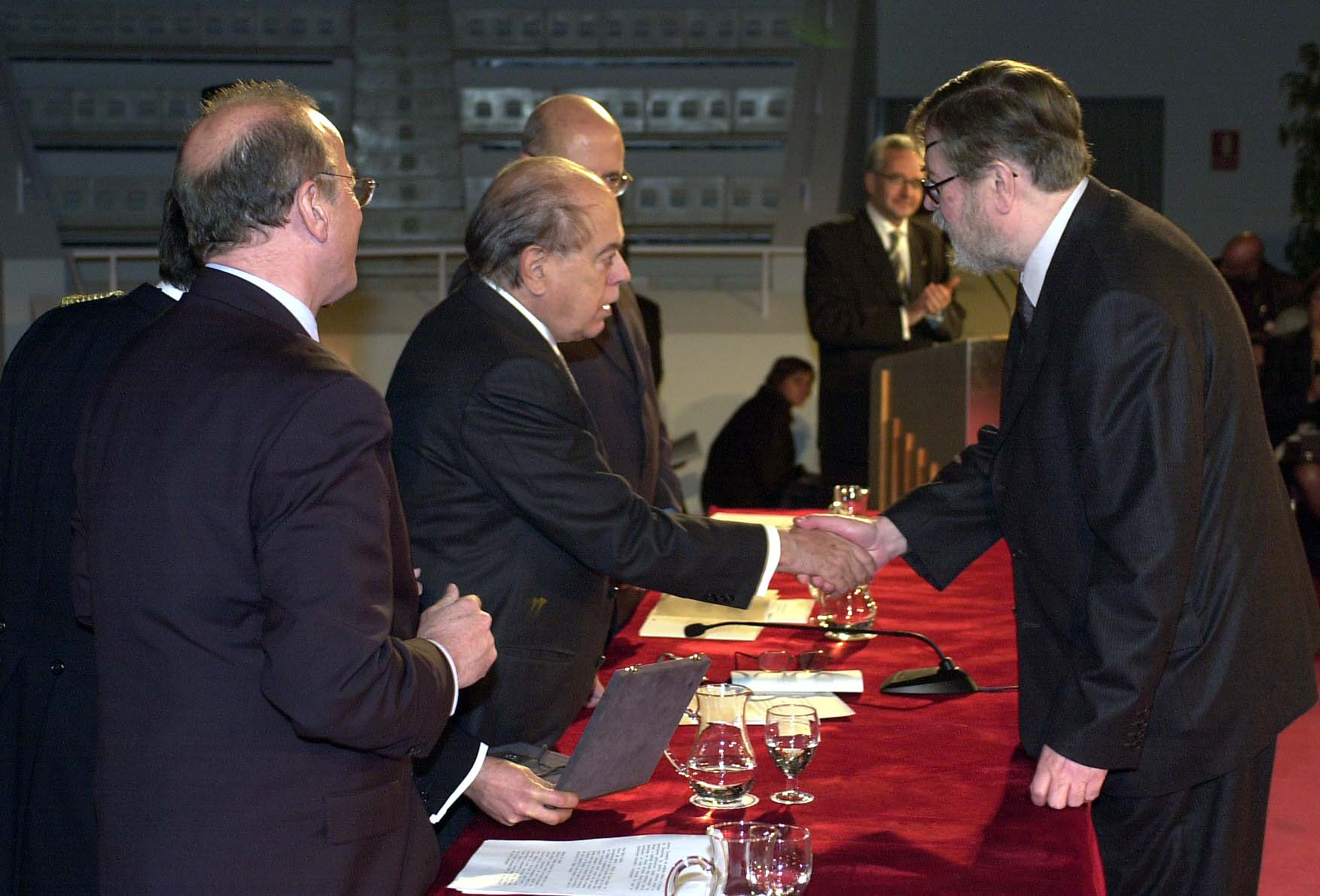
Manuel de Seabra (rechts) erhält 2001 den Creu-de-Sant-Jordi-Preis.

Ernesto Manuel Ferreira Bértolo de Seabra (* 7. Juli 1932 in Lissabon; † 22. Mai 2017 in Barcelona), der sich als Schriftsteller Manuel de Seabra nannte, war ein portugiesischer Schriftsteller und Übersetzer. Er schrieb auf Portugiesisch, Katalanisch und Esperanto.
Seabra wurde 1932 in Lissabon in eine verarmte aristokratische Familie geboren, studierte Geschichte und Philosophie und machte eine Schauspielerausbildung am Konservatorium in Lissabon. Aufgrund seines politischen Engagements gegen das Salazar-Regime wurde er verhaftet und musste in der Folge Portugal verlassen; er lebte in Schweden, Frankreich und Großbritannien und ließ sich schließlich in Barcelona nieder, wo er im Mai 2017 im Alter von 84 Jahren auch starb. 
Seine Werke umfassen Erzählungen, Romane und Gedichte. Als literarischer Übersetzer hat er mehr als hundert Bücher ins Katalanische, Portugiesische und Spanische übertragen. Für katalanische Zeitungen verfasste er literarische und politische Beiträge. Zusammen mit seiner Gattin Vimala Devi erstellte er ein umfangreiches portugiesisch-katalanisches Wörterbuch.
Seabra war seit 1999 Präsident des ACEC (Associacio' Collegial de Escritors de Catalunya). Er fungierte auch als korrespondierendes Mitglied des Instituto de Menezes Bragança in Goa.

## Auszeichnungen
Im Jahr 2001 wurde Seabra der katalanische Creu-de-Sant-Jordi-Preis verliehen.